# Street of No Return

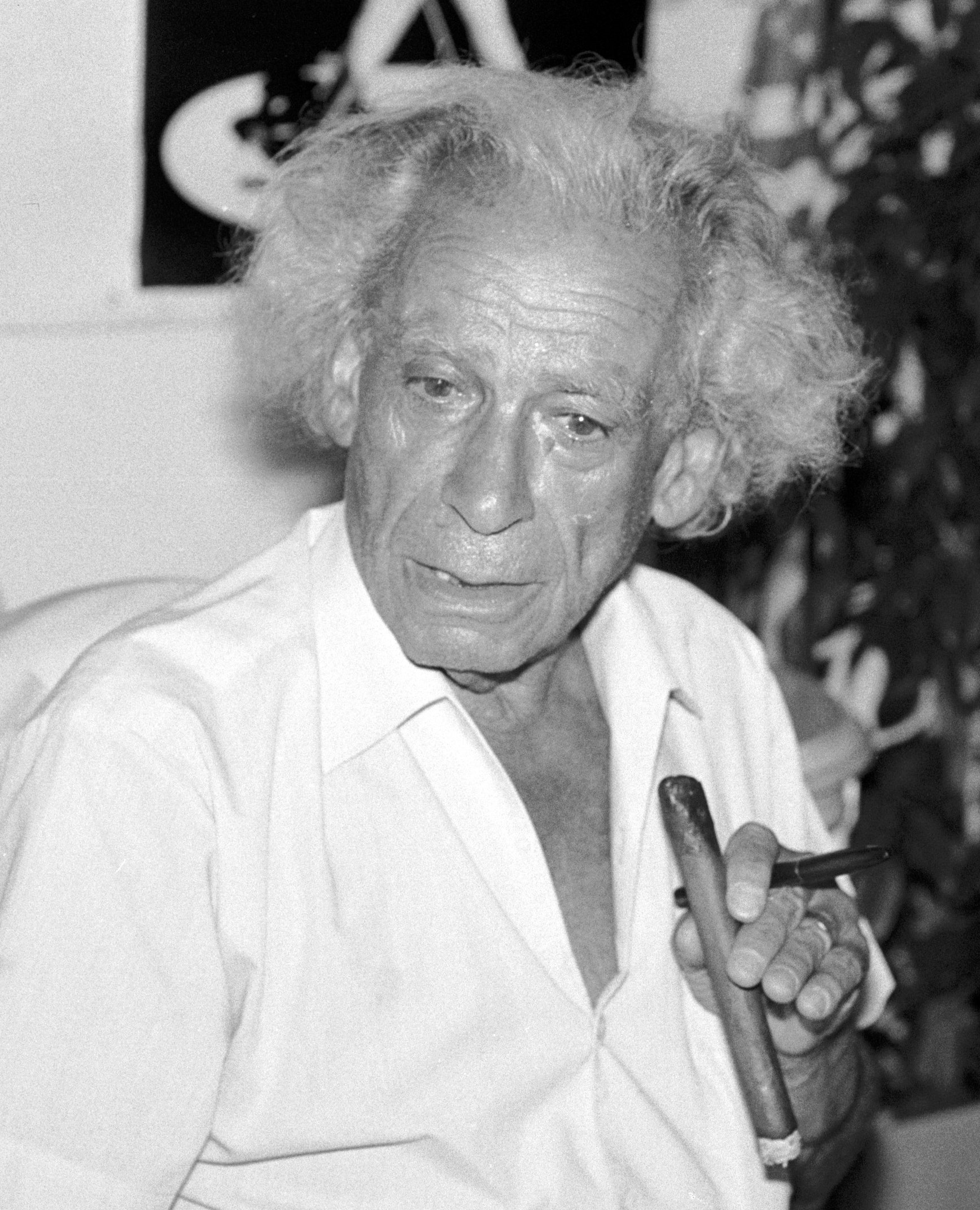
Regisseur Samuel Fuller in 1987, ongeveer de tijd dat de film werd gemaakt

Street of No Return is een Frans-Portugese misdaadfilm uit 1989 onder regie van Samuel Fuller. De film is gebaseerd op de gelijknamige roman uit 1954 van de Amerikaanse auteur David Goodis.

## Verhaal
Michael was ooit een beroemd zanger. Nu heeft hij een drankprobleem en zwerft doelloos rond. Hij had een affaire met Celia, maar haar criminele vriendje heeft wraak genomen door Michaels stembanden te ruïneren. Dat betekende het einde van zijn zangcarrière. De politie tracht Michael op te pakken tijdens rellen. Hij komt erachter dat Eddie de aanstoker van de rellen is.

## Rolverdeling
| Acteur           | Personage       |
| ---------------- | --------------- |
| Keith Carradine  | Michael         |
| Valentina Vargas | Celia           |
| Bill Duke        | Luitenant Borel |
| Andréa Ferréol   | Rhoda           |
| Bernard Fresson  | Morin           |
| Marc de Jonge    | Eddie           |
| Rebecca Potok    | Bertha          |
| Jacques Martial  | Gérard          |